# Noordoostelijke Provincie
De Noordoostelijke Provincie was tot 2007 een provincie en sindsdien een niet-officieel erkende provincie van de Zuid-Aziatische eilandstaat Sri Lanka. Het gebied vormt het grootste deel van Tamil Eelam, de onafhankelijke staat waar separatistische Tamil-groeperingen naar streven.
De Noordoostelijke Provincie werd in 1987 gevormd door samenvoeging van de Noordelijke- en Oostelijke Provincies, als onderdeel van het akkoord tussen India en Sri Lanka.
Op 16 oktober 2006 werd de provincie echter door het Hooggerechtshof van Sri Lanka onwettig verklaard, omdat de samenvoeging van de twee provincies niet in overeenstemming was met de grondwet. Kort daarop is de provincie door de Sri Lankaanse regering officieel opgeheven en zijn de twee oorspronkelijke provincies weer hersteld.